# Nagy Kristóf (író)
Nagy Miklós Kristóf (Budapest, 1930. május 6. – Funchal, Portugália, 1973. július 26.) bölcsész, minisztériumi előadó, író, antropozófus. Írói álneve az emigrációban N. Christoph de Nagy volt.

## Élete
Édesapja Nagy Emil, édesanyja Göllner Mária volt. Hárman voltak édestestvérek, két bátyja született, István (1919–1992) és Sándor (1926–). Rajtuk kívül apja előző házasságaiból volt még hét féltestvére.
1946-ban hagyta el hazáját Rácz Líviával (Nagy Emil unokahúga), Göllner Mária 1947-ben követte őket. Franciaországban, majd Svájcban folytatta tanulmányait, a bázeli egyetemen doktorált. 1961-től 1967-ig a torontói és a buffalói egyetemek anglisztika professzora volt. Madeira szigetén, Funchalban hunyt el szívinfarktus következtében.

## Művei

### Cikkek (Nagy Miklós Kristóf néven)
- Visszatért (In: Bizalom, 1943/16. sz.)
- XVIII. század, a viszonylagos béke százada Középeurópában (In: Bizalom, 1943/23. sz.)
- Béke éve lesz-e 1944? – Részletes tudósítás az „Angyali Pásztor” c. film bemutatójáról (In: Bizalom, 1944/2. sz.)
- Huszonnégy év! – A XVII. század Középeurópában – Látogatás a Szentföldi Múzeumban (In: Bizalom, 1944/6. sz.)

### Könyvek (N. Christoph de Nagy néven)
- The Poetry of Ezra Pound. The Pre-Imagist Stage (Bern, 1960; 1968)
- Ezra Pound's poetics and literary tradition (Bern, 1966))
- Michael Drayton's „England's heroical epistles”: a study in themes and compositional devices (Bern, 1968)
- The place of Laforgue in E. Pound's literary criticism (London, 1969)
- – Maria von Nagy: Die Legenda aurea und ihr Verfasser Jacobus de Voragine (Bern, 1971)